# Daiju Takase
 (octobre 2019).
Daiju Takase (高瀬 大樹, Takase Daiju), né le 20 avril 1978 à Tokyo, est un kickboxeur japonais.